# Oakland, Oregon
Oakland är en stad i Douglas County i Oregon. Vid 2010 års folkräkning hade Oakland 927 invånare.